# Ивегин-Карслы, Шазие
 Шазие Ивегин-Карслы  (тур. Şaziye İvegin-Karsli; род. 8 февраля 1982, Никсар, ил Токат, Турция) — турецкая баскетболистка, выступает в амплуа форварда. Серебряный призёр чемпионата Европы 2011, участник Олимпийских игр — 2012. Обладатель кубка Европы ФИБА, пятикратный чемпион Турции. Первый представитель Турции, участвовавший в чемпионате России.

## Биография
Шазие Карслы карьеру профессиональной баскетболистки начала в системе подготовки «Ботас Спор» из Аданы, где уже с 14 лет стала постоянно привлекаться в состав национальной сборной различных возрастов. В возрасте 17 лет состоялся дебют в «первой» сборной, 1 декабря 1999 года против сборной Хорватии (квалификационный матч к чемпионату Европы – 2001) она вышла на площадку на 1 минуту. Уже через два года, 18 мая 2001 года, Шазие набрала свои первые очки (итого – 20 очков) в матче против сборной Люксембурга (квалификационный матч к чемпионату Европы – 2003).
В 2003 году Шазие переходит в один из «грандов» турецкого женского баскетбола «Фенербахче», с которым становится трёхкратной чемпионкой Турции, выходит в финал кубка Европы ФИБА (2004/05). В том розыгрыше европейского кубка Карслы имела лучший результат в команде по набранным очкам – 16,0 в среднем за матч. Отыграв блестяще полуфинальный матч кубка Европы с хорватской «ЗКК Кроатия» (19 очков), финальный, с «хозяйкой» Финала четырёх неаполитанским «Фард Наполи», Шазие провалила – за 30 минут набрала 7 очков (худший её результат за все 13 еврокубковых матчей).
В сезоне 2008/09 Шазие Карслы приезжает в Россию выступать за подмосковный «Спартак», в котором провела лишь 8 матчей в чемпионате России и 10 в Евролиге, после чего в декабре 2008 году уехала в Турцию, где на «мажорной ноте» закончила сезон. В составе «Галатасарая», участвуя во всех играх плей-оффа, она наконец-то выиграла кубок Европы ФИБА. В двух финальных матчах против итальянского «Крас Баскета» Шазие провела на площадке 7 и 3 минуты, при этом ничем не отметившись.
Затем её ждала очередная победа в чемпионате Турции с «Фенербахче», а с сезона 2011/12 она вновь баскетболистка «Галатасарая», с которым два года подряд становилась участником «Финала восьми» Евролиги ФИБА.
С 2005 года Шазие постоянный член сборной Турции, играла на пяти чемпионатах Европы, из них, в 2011 году завоевала «серебряные» медали с 4-м показателем в команде по набранным очкам – 9 за игру, в 2013 году завоевала «бронзовые» медали, где в четвертьфинальном поединке с Белоруссией показала лучший результат в команде — 13 очков. Является участником исторического события для Турции – игрок сборной на Олимпийских играх в Лондоне. Через два года на «домашнем» первенстве мира Шазие сыграла во всех играх национальной команды (6), особенно удачным для неё стала встреча с Сербией в четвертьфинале, где баскетболистка набрала 12 очков и сделала 4 подбора.

## Статистика выступлений (средний показатель)

### За клубы
|  | Кубок Европы |
|  | Евролига     |

| Клуб                                 | Сезон   | Чемпионат | Чемпионат | Чемпионат | Чемпионат | Еврокубки | Еврокубки | Еврокубки | Еврокубки |
| Клуб                                 | Сезон   | Игр       | Очк       | Подб      | Перед     | Игр       | Очк       | Подб      | Перед     |
| ------------------------------------ | ------- | --------- | --------- | --------- | --------- | --------- | --------- | --------- | --------- |
| «Фенербахче» (Стамбул)               | 2004-05 | 30        | 10,6      | 2,5       | 1,5       | 13        | 16,0      | 2,9       | 1,1       |
| «Фенербахче» (Стамбул)               | 2005-06 | 31        | 9,3       | 1,7       | 1,1       | 10        | 8,4       | 1,6       | 0,6       |
| «Фенербахче» (Стамбул)               | 2006-07 | 25        | 6,2       | 1,1       | 1,3       | 16        | 7,3       | 1,2       | 1,1       |
| «Нью Уош Монтигарда» (Монтикьяри)    | 2007    | 2         | 9,0       | 5,5       | 1,0       |           |           |           |           |
| «Бешикташ» (Стамбул)                 | 2007-08 | 18        | 8,2       | 2,5       | 0,6       | 1         | 0         | 1,0       | 1,0       |
| «Спартак» (Видное)                   | 2008    | 8         | 5,8       | 1,7       | 0,5       | 10        | 2,4       | 1,0       | 0,3       |
| «Галатасарай» (Стамбул)              | 2009    | 16        | 6,0       | 1,1       | 1,6       | 8         | 1,0       | 0,5       | 0,8       |
| «Мерсин Бююкшир» (Мерсин)            | 2009-10 | 20        | 8,6       | 2,3       | 0,9       |           |           |           |           |
| «Фенербахче» (Стамбул)               | 2010-11 | 24        | 5,2       | 1,4       | 1,1       | 7         | 1,1       | 0,1       | 0,1       |
| «Галатасарай» (Стамбул)              | 2011-12 | 25        | 5,2       | 1,4       | 1,3       | 15        | 3,8       | 2,1       | 0,8       |
| «Галатасарай» (Стамбул)              | 2012-13 | 36        | 4,9       | 1,4       | 1,2       | 14        | 4,7       | 1,9       | 0,3       |
| «Стамбульский университет» (Стамбул) | 2013-14 | 18        | 6,1       | 1,2       |           | 3         | 3,3       | 1,7       | 1,0       |

### За сборную Турции
| Сборная        | Сезон        | Место | Чемпионат | Чемпионат | Чемпионат | Чемпионат |
| Сборная        | Сезон        | Место | Игр       | Очк       | Подб      | Перед     |
| -------------- | ------------ | ----- | --------- | --------- | --------- | --------- |
| ЧЕ (до 20 лет) | 2000         | 4     | 8         | 13,1      | 3,6       | 1,1*      |
| ЧЕ (до 20 лет) | 2002         | 8     | 8         | 10,1      | 2,6       | 0,5       |
| ЧЕ             | 2005         | 8     | 8         | 10,6      | 2,3       | 1,0       |
| ЧЕ             | 2007         | 9     | 6         | 3,5       | 1,3       | 0,2       |
| ЧЕ             | 2009         | 9     | 6         | 9,8       | 2,5       | 1,3       |
| ЧЕ             | 2011         | 2     | 9         | 9,0       | 3,2       | 1,8       |
| ЧЕ             | 2013         | 3     | 9         | 4,4       | 2,0       | 1,2       |
| Олимпиада      | Квалиф. 2012 | 3     | 3         | 4,7       | 0,7       | 0,3       |
| Олимпиада      | 2012         | 5     | 6         | 5,5       | 1,2       | 2,0       |
| ЧМ             | 2014         | 4     | 6         | 5,8       | 1,7       | 0,7       |

* — лучший показатель в команде

## Достижения
- Серебряный призёр чемпионата Европы: 2011
- Бронзовый призёр чемпионата Европы: 2013
- Обладатель кубка Европы ФИБА: 2009
- Финалист кубка Европы ФИБА: 2005
- Чемпион Турции: 2001, 2004, 2006, 2007, 2011
- Серебряный призёр чемпионата Турции: 2012, 2013
- Обладатель Кубка Турции: 2002, 2003, 2004, 2005, 2006, 2007, 2013.